# Liste der Kulturgüter in Oberwil BL
Die Liste der Kulturgüter in Oberwil BL enthält alle Objekte in der Gemeinde Oberwil im Kanton Basel-Landschaft, die gemäss der Haager Konvention zum Schutz von Kulturgut bei bewaffneten Konflikten, dem Bundesgesetz vom 20. Juni 2014 über den Schutz der Kulturgüter bei bewaffneten Konflikten sowie der Verordnung vom 29. Oktober 2014 über den Schutz der Kulturgüter bei bewaffneten Konflikten unter Schutz stehen.
Objekte der Kategorie A sind im Gemeindegebiet nicht ausgewiesen, Objekte der Kategorie B sind vollständig in der Liste enthalten, Objekte der Kategorie C fehlen zurzeit (Stand: 1. Januar 2023).

## Kulturgüter
| Foto |                                                                                      | Objekt                                                    | Kat. | Typ | Standort                        | Beschreibung |
| ---- | ------------------------------------------------------------------------------------ | --------------------------------------------------------- | ---- | --- | ------------------------------- | ------------ |
| ja   | Datei hochladen · Wikidata zu Katholische Kirche St. Peter und Paul (Q29679348)      | Katholische Kirche St. Peter und Paul KGS-Nr.: 01490      | B    | G   | Kirchgasse 7 608690 / 262560    |              |
| ja   | Datei hochladen · Wikidata zu Katholisches Pfarrhaus mit Panoramen (Q29679363)       | Katholisches Pfarrhaus mit Panoramen KGS-Nr.: 01491       | B    | G   | Bielstrasse 1 608730 / 262485   |              |
| BW   | Datei hochladen · Wikidata zu Weiherhof (Q29679428)                                  | Weiherhof KGS-Nr.: 01492                                  | B    | G   | Hohestrasse 10 608613 / 264095  |              |
| ja   | Datei hochladen · Wikidata zu Ehemaliges Schulhaus (Q29679332)                       | Ehemaliges Schulhaus KGS-Nr.: 12175                       | B    | G   | Hauptstrasse 25 608924 / 262619 |              |
| ja   | Datei hochladen · Wikidata zu Museumsgebäude (ehemaliges Spritzenhaus) (Q29679379)   | Museum (ehemaliges Spritzenhaus) KGS-Nr.: 12176           | B    | G   | Hauptstrasse 32 608798 / 262604 |              |
| BW   | Datei hochladen · Wikidata zu Museumssammlung im ehemaligen Spritzenhaus (Q29679395) | Museumssammlung im ehemaligen Spritzenhaus KGS-Nr.: 12177 | B    | S   | Hauptstrasse 32 608797 / 262597 |              |
| ja   | Datei hochladen · Wikidata zu Sigristenhaus (Häring-Huus) (Q29679411)                | Sigristenhaus (Häring-Huus) KGS-Nr.: 12178                | B    | G   | Kirchgasse 5 608718 / 262545    |              |